# 부산항여객터미널

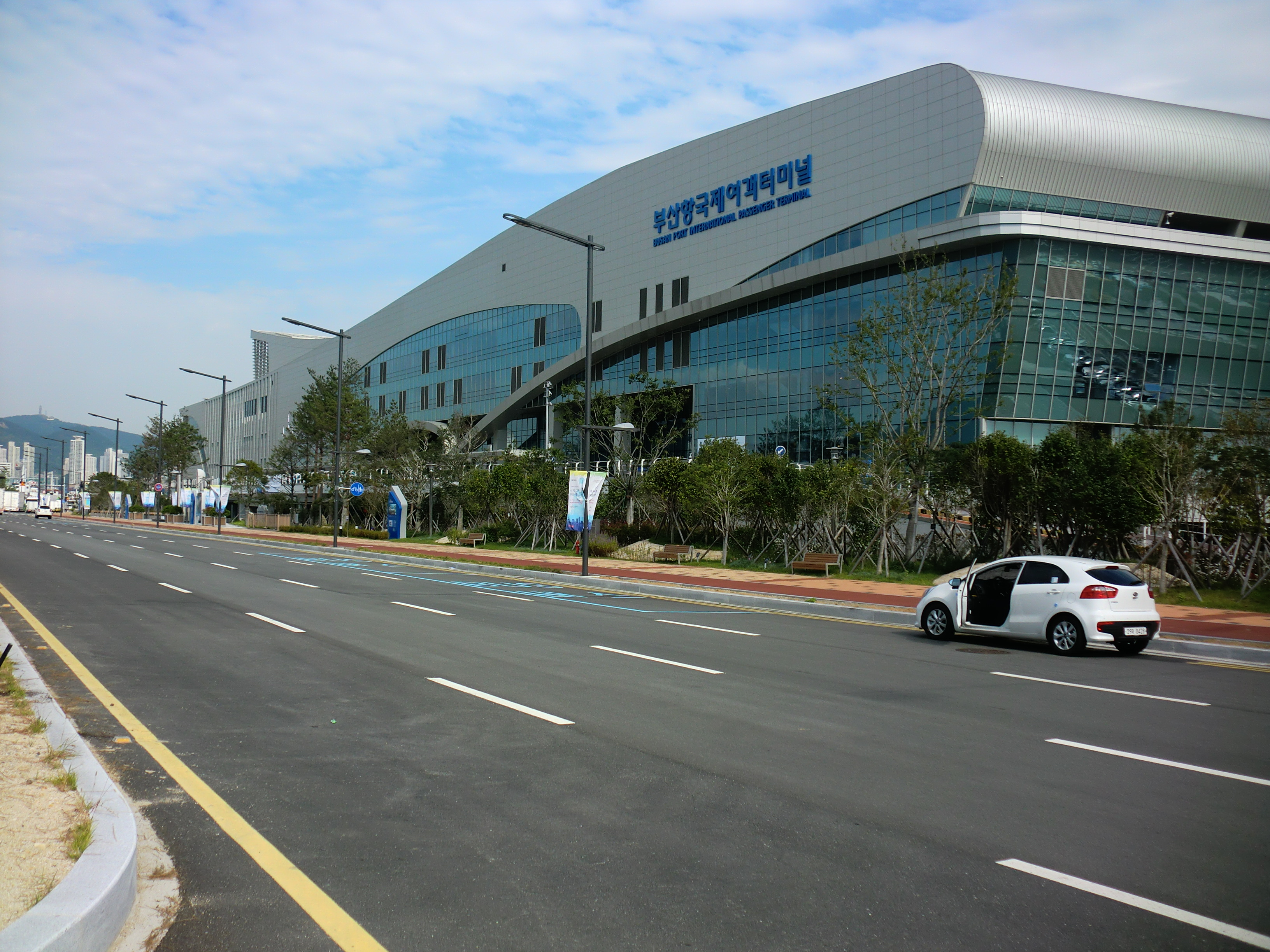
부산항국제여객터미널

부산항여객터미널(釜山港旅客터미널, 영어: Busan Port Passenger Terminal)은 부산항에 있는 여객 수송용 터미널로 부산항국제여객터미널과 부산항연안여객터미널을 함께 지칭하는 말이다.

## 역사
- 1973년 4월 28일 연안여객터미널이 개장하였다. 이때까지 각 연안 항로 여객선이 부산항 7곳에 분산되어서 불편했던 점을 해소했다.[1]
- 1978년 3월 3일 국제여객터미널이 개장하였다. 이 당시의 규모는 3300톤급 카페리 1척과 1,000톤급 5척 등 11척을 동시에 접안할 수 있고, 연간 170만명의 여객과 30만톤의 화물을 처리할 수 있는 규모였다. 준공 당시의 명칭은 부산항 연안 여객선터미널이었다.[2]
- 2015년 8월 31일 부산항 국제여객터미널이 북항에 개장하였고 그곳으로 이전했다.

## 운항노선

### 국제여객터미널
| 여객선           | 목적지                      | 선사               |
| ---------------- | --------------------------- | ------------------ |
| 뉴 카멜리아      | 후쿠오카                    | 카멜리아 라인(주)  |
| 퀸비틀           | 후쿠오카                    | JR큐슈고속선(주)   |
| 코비호           | 후쿠오카*(운휴중), 히타카츠 | 미래고속(주)       |
| 니나             | 히타카츠, 이즈하라          | 미래고속(주)       |
| 성희호           | 시모노세키                  | 부관훼리(주)       |
| 하마유           | 시모노세키                  | 관부 훼리(주)      |
| 팬스타드림       | 오사카, 히타카츠            | (주)팬스타라인닷컴 |
| 팬스타쓰시마링크 | 히타카츠·이즈하라           | (주)팬스타라인닷컴 |

- 팬스타 드림호의 경우 현해탄크루즈로 히타카츠항 인근에 묘박하는 상품이다.
- 2022년부로 비틀이 퀸비틀로 대체되었으며 하카타항을 정기로 운항하지만 대마도 노선은 운항하지않는다고한다.
- 팬스타의 인수로 오션플라워호가 팬스타쓰시마링크호로 개편되었다.

### 연안여객터미널
| 여객선   | 목적지 | 선사             |
| -------- | ------ | ---------------- |
| 블루스타 | 제주항 | (주)동북아카페리 |

- 부산↔거제(장승포, 옥포, 고현)는 거가대교 개통으로 2011년 1월부터 운항 중단되었다.

제주로 가는 이 노선들조차도 세월호 사고와 운영재정 악화 등으로 중단되었다가 2017년 동북아카페리가 제주 노선을 재개하였으며, 레드스타, 블루스타 등 카페리 2척을 운항했으나 2018년 1척의 배는 선령 만료로 인해, 외국에 배를 매각하여 1척으로 운항중에 있다.

## 여객터미널 순환버스
부산역과 부산항여객터미널을 순환하는 순환버스가 있다. 총 2대의 버스가 10분 ~ 20분 간격으로 아래의 코스를 운행한다. 부산역 승강장은 역 광장 남쪽에 있으며, 여객인이 동반하는 6세 미만 소아 2인까지 무료이며, 환승할인이 된다. 저상버스 1대와 중형버스 1대가 있다.
- ① KTX 부산역 → 연안여객터미널 → 국제여객터미널 → ①도시철도 중앙역 (14번출구) → ① KTX 부산역

## 같이 보기
- 광양항국제여객터미널(GwangYang International Passenger Terminal)
- 동해항국제여객터미널(DongHae International Passenger Terminal)